# 尤西比奧·沙基斯坦
尤西比奧·沙基斯坦（Eusebio Sacristán，1964年4月13日—）現擔任主教練。球員時代司職中場，華拉度列青訓出身，後曾效力馬德里體育會。1988–1995年效力巴塞隆拿期間，贏得4屆西甲冠軍和1991–92年歐洲冠軍盃。1995年轉投切爾達。1997年回到母會，至2002年掛靴。2003年任巴塞助教。2009年執教切爾達。2011年執教巴塞隆拿B隊至2015年2月被辭退。2015年11月，接替莫耶斯出任皇家蘇斯達領隊。2018年3月19日，皇家蘇斯達宣佈終止與尤西比奧的合約。

## 榮譽

### 球會
巴塞隆拿
- 歐洲冠軍聯賽: 1991–92
- 歐洲杯賽冠軍杯: 1988–89
- 西班牙足球甲級聯賽: 1990–91, 1991–92, 1992–93, 1993–94
- 西班牙國王盃: 1989–90（英语：1989–90 Copa del Rey）
- 歐洲超級盃: 1992（英语：1992 European Super Cup）
- 西班牙超級盃: 1991（英语：1991 Supercopa de España）, 1992（英语：1992 Supercopa de España）, 1994（英语：1994 Supercopa de España）

華拉度列
- 西班牙聯賽盃: 1983–84[3]

### 國家隊
西班牙 U21
- 歐洲U-21足球錦標賽: 1986（英语：1986 UEFA European Under-21 Championship）[4]